# Camilla Belle
Pour les articles homonymes, voir Belle.
Camilla Belle est une actrice et mannequin américano-brésilienne, née le 2 octobre 1986 à Los Angeles.

## Biographie

### Enfance
Elle a des origines anglaise et française par son père et brésilienne par sa mère.
Sa mère, Christina, est une ancienne styliste brésilienne. Pianiste et polyglotte. Camilla Belle commence sa carrière dès l'âge de neuf mois en posant pour de nombreuses campagnes publicitaires. Elle poursuit son apprentissage dans des spots tout au long de sa jeunesse avant d'apparaître dans divers téléfilms. À dix ans, elle fait une courte apparition dans le blockbuster de Steven Spielberg Le Monde perdu : Jurassic Park, la suite de Jurassic Park.

### Carrière
Elle joue ensuite aux côtés de Nicole Kidman dans Les Ensorceleuses, et obtient en 2006 le premier rôle féminin de The Ballad of Jack and Rose de Rebecca Miller. Elle y donne la réplique à Daniel Day-Lewis. C'est ce film qui lui donne envie de se consacrer à une carrière d'actrice. La même année, elle tourne dans le film Quiet de Jaimie Babbit le rôle difficile de Dot, une jeune sourde muette orpheline qui se trouve mêlée à un secret de famille délicat dont elle va se mêler pour aider Nina, la fille unique de ce couple, qui est bloquée dans une situation pénible.
Baby-sitter harcelée dans Terreur sur la ligne en 2006, Camilla Belle se plonge l'année suivante dans la préhistoire avec l'épique 10 000 de Roland Emmerich. Elle apparaît parallèlement aux côtés de George Clooney dans la campagne publicitaire de Nespresso.
En 2008, elle apparaît dans le clip Lovebug des Jonas Brothers aux côtés de son ancien petit ami, Joe Jonas. En 2011, elle participe au film Open Road, où elle partage l'affiche avec le joueur de football brésilien Ronaldo. En 2013, elle apparaît dans le clip Heart Attack de Enrique Iglesias où elle joue le rôle de sa compagne qui le trompe.
Elle est la porte-parole de l'association « Kids with a Cause ».

### Vie privée
De janvier 2006 à octobre 2008, elle sort avec l'acteur anglais Tom Sturridge.
D'octobre 2008 à juillet 2009, elle fréquente le chanteur américain Joe Jonas qu'elle a rencontré lors du tournage d'un de leurs clips. Les deux se séparent à l'amiable et sont restés amis. Cette relation lui aura valu une chanson de la part de l'ex-petite amie de Joe, Taylor Swift, intitulée Better Than Revenge.
Elle est une amie proche de Maria Sharapova et de Robert Pattinson.

## Filmographie

### Cinéma
- 1995 : La Petite Princesse de Alfonso Cuarón : Jane
- 1996 : Fleur de poison 2 : Lily de Anne Goursaud : Daphne Falk
- 1997 : Le Monde perdu : Jurassic Park de Steven Spielberg : Cathy Bowman
- 1998 : Piège à haut risque (The Patriot) de Dean Semler : Holly McClaren
- 1999 : Les Ensorceleuses de Griffin Dunne : Sally
- 1999 : Secret of the Andes de Alejandro Azzano : Diana Willings
- 2001 : Vérité apparente de Adam Brooks : Phoebe, jeune
- 2001 : Back to the Secret Garden de Michael Tuchner : Lizzie Buscana
- 2004 : The Chumscrubber de Arie Posin : Crystal Falls
- 2006 : Terreur sur la ligne de Simon West : Jill Johnson
- 2006 : The Ballad of Jack and Rose de Rebecca Miller : Rose Slevin
- 2006 : The Quiet de Jamie Babbit : Dot
- 2008 : 10 000 de Roland Emmerich : Evolet
- 2009 : À Deriva de Heitor Dhalia
- 2009 : Push : Kira Hudson
- 2009 : Adrift : Angela
- 2010 : Father of Invention: Claire Axle
- 2011 : From Prada to Nada : Nora Dominguez
- 2011 : Breakaway : Melissa Winters
- 2013: Open Road de Marcio Garcia
- 2013 : Zero Hour : Paula
- 2013 : I Brake For Gringos : Gaby
- 2013 : Cavemen : Tess
- 2013 : Amapola: Ama
- 2013 : Love Is All You Need? : Jude Klein
- 2013 : Bumped
- 2015 : Diablo : Alexsandra
- 2016 : Sundown de  Fernando Lebrija : Gaby

### Télévision
- 1993 : Le Berceau vide (Empty Cradle) de Paul Schneider
- 1995 : Les Nouvelles Aventures d'Annie (Annie: A Royal Adventure!) de Ian Toynton : Molly
- 1998 : Walker, Texas Ranger (saison 7, épisode 5) : Cindy Morgan
- 2000 : Les Filles de l'océan (Rip Girls) de Joyce Chopra : Sydney Miller
- 2020 : Dollface : Melyssa
- 2023 : New York, crime organisé (Law & Order: Organized Crime) : Pearl Serrano

### Autres
- Publicité Parfum Princess de la créatrice Vera Wang
- 2008 : Publicité Nespresso, avec George Clooney : elle-même
- 2008 : Lovebug, clip des Jonas Brothers
- 2013 : Heart Attack , clip de Enrique Iglesias
- 2024 : Beloved, clip de Ben Barnes

## Distinctions

### Nominations
- Young Artist Awards 1999 :
  - Meilleure actrice dans une série dramatique pour Walker, Texas Ranger
  - Meilleur second rôle féminin pour Les Ensorceleuses
- Young Artist Awards 2000 : Meilleur second rôle féminin dans un téléfilm pour S'il suffisait d'aimer
- Young Artist Awards 2001 : Meilleur second rôle féminin dans un téléfilm pour Les Filles de l'océan
- Gotham Awards 2006 : Meilleure espoir féminin pour The Ballad of Jack and Rose